# Ashok Leyland FAT 6×6
Ashok Leyland FAT 6×6 — тягач на шасси Ashok Leyland Stallion, выпускавшийся компанией Ashok Leyland с 2017 года.

## Описание
Автомобиль Ashok Leyland FAT 6×6 разработан на базе Ashok Leyland Super Stallion, оснащён 8-литровым дизельным двигателем внутреннего сгорания Neptune мощностью 360 л. с. и крутящим моментом 1400 Н*м при 1300 об/мин, а также восьмиступенчатой механической и двухступенчатой раздаточной трансмиссиями.
Грузоподъёмность составляет 8 тонн. Вместимость кабины — 4 человека, включая водителя. Кузов оборудован гидроманипулятором массой 2,7 тонн. На крыше кабины присутствует люк. Впереди присутствует лебёдка массой 10 тонн. Кабина оборудована системой кондиционирования. На приборной панели присутствуют камера заднего вида и система накачки шин Rotex.